# Trichopsychoda arunaudi
Trichopsychoda arunaudi är en tvåvingeart som beskrevs av Tokunaga 1961. Trichopsychoda arunaudi ingår i släktet Trichopsychoda och familjen fjärilsmyggor. Inga underarter finns listade i Catalogue of Life.